# Ponthoux
Ponthoux är en kommun i departementet Jura i regionen Bourgogne-Franche-Comté i östra Frankrike. Kommunen ligger i kantonen Saint-Claude som tillhör arrondissementet Saint-Claude. År 2018 hade Ponthoux 68 invånare.

## Befolkningsutveckling
Antalet invånare i kommunen Ponthoux
Referens:INSEE